# 巴伦西亚德唐胡安
巴伦西亚德唐胡安（西班牙語：Valencia de Don Juan）是西班牙卡斯蒂利亚-莱昂莱昂省的一个市镇。 总面积59平方公里，总人口4185人（001年），人口密度71人/平方公里。